# Peribatodes exquisita
Peribatodes exquisita là một loài bướm đêm trong họ Geometridae.